# 陳毅 (1873年)
陳毅（1873年—1920年代1927年？），字士可，湖北省漢陽府黄陂縣人，中華民国政治人物。他是北洋政府官員，曾在外蒙古任職。

## 生平
清朝附生，畢業於湖北兩湖書院，此後歷任学部参事、圖書館纂修、法律館纂修、憲政編查館統計科員。

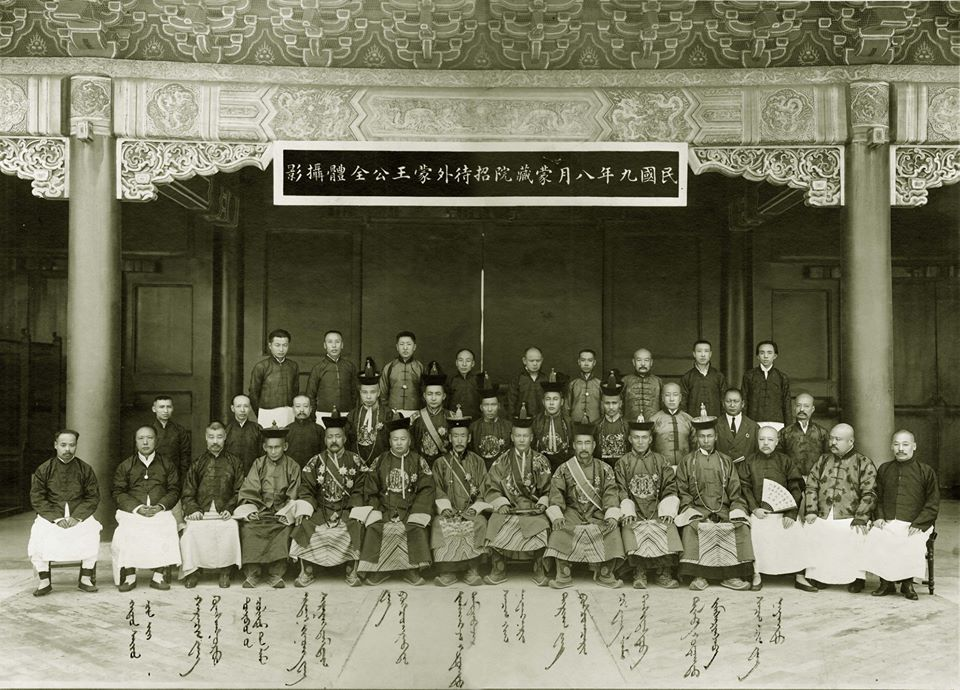
蒙藏院招待外蒙王公全體攝影，左二為陳毅

中華民国成立後，他歷任北京政府總統府秘書、蒙藏事務局参事、蒙藏院参事。1914年9月至1915年6月，陈毅作为北京政府全权专使顾问，参与了签订《中俄蒙协约》的恰克图谈判。1915年（民国4年）6月，他任烏里雅蘇台佐理員。1917年（民国6年）12月，他任庫倫办事大員。1919年12月，库伦办事大员被裁撤，陈毅奉调回到北京，改任将军府豫威将军。1920年（民国9年）8月，他任西北籌邊使兼西北邊防司令兼督辦外蒙善後事宜。9月，他轉任庫烏科唐鎮撫使。
1921年2月，蒙古軍和恩琴的俄國白軍聯合攻擊庫倫。陳毅率軍防守敗北，庫倫陷落后，陈毅逃到恰克图。2月18日陈毅致电北京政府，报告库伦难民困境，提出将难民运送到满洲里进行救助的方案。3月18日恰克图失守，陈毅乘汽车北去上乌丁斯克，继续办理输送难民，收集军队事宜。4月7日，库伦和恰克图难民中有6000余名已经踏上前往满洲里的火车，陈毅即于此日也前往满洲里，同时他的職務被免去。北京政府接到江寿棋在苏联所了解的关于库伦、买卖城失守真相的报告后，徐世昌即下令查办库乌科唐镇抚使陈毅和骑兵第四团团长高在田，命令下达后陈毅由大连逃往天津，住在黎元洪公馆。改任湖北赈灾督办，全家住北京孟端胡同38号。1924年因故卸甲。1926年携家返回武昌，不久病逝于上海。其子陈骞，号源使，北京德华大学德文专业毕业，时任驻秘鲁公使馆秘书，1927年回国奔丧；后衔至上校，抗战时期被日军抓获杀害于广东英德。陈骞之女陈星生于1919年，1938年参加新四军。